# HD 52312
HD 52312，又名BD-08 1662，SAO 134036、HR 2624，是一颗恒星，视星等为5.96，位于銀經221.43，銀緯-1.85，其B1900.0坐标为赤經6h 55m 35.4s，赤緯-8° -1.85′ 3″。